# استرپتوکوکاسیه
خانواده یا تیره استرپتوکوکاسیه، مجموعه‌ای از باکتری‌های گرم مثبت است که در راسته لاکتوباسیلالس قرار گرفته‌اند. استرپتوکوکاسیه شامل جنس‌های (سرده) لاکتوکوک، لاکتووم، پیلی باکتر و استرپتوکوک است.